# Zoológico y Jardín botánico de Budapest
El Zoológico y Jardín botánico de Budapest (en húngaro: Fővárosi Állat- és Növénykert) es el parque zoológico más antiguo de Hungría y uno de los más antiguos del mundo.
Cuenta con más de 1000 especies y se encuentra dentro del Parque de Városliget.
El zoológico abrió sus puertas el 9 de agosto de 1866. El parque tiene desde 1 hasta 1,1 millones de visitantes cada año. La zona es una reserva natural, y tiene algunos edificios art nouveau valiosos diseñados por Kornél Neuschloss y Kós Károly. Algunos de los animales más especiales incluyen el dragón de Komodo y -desde diciembre de 2011- el Vombatidae.